# Monardella
Monardella — рід зазвичай ароматичних, іноді кореневищних, однорічних або багаторічних трав із точковими залозами, що населяють захід Північної Америки від Британської Колумбії до через США (Аризона, Каліфорнія, Колорадо, Айдахо, Монтана, Невада, Нью-Мексико, Орегон, Юта, Вашингтон) до північно-західної Мексики; ростуть на скелястих або піщаних ділянках, у пустельних чагарниках, серед полину, чапаралей, рідколісь або гірських лісів.

## Біоморфологічна характеристика
Листки цілісні або зубчасті. Суцвіття складнозонтикоподібні. Чашечка ± актиноморфна, 5-лопатева (3/2), частки ± рівні, трикутні, трубка циліндрична, довша за частки, гола в горлі. Віночок пурпурний, рожевий або білий, 2-губний, 5-лопатевий (2/3), частки вузькі, задня губа випростана, чітко 2-лопатева, передня губа загнута, 3-лопатева майже до основи. Тичинок 4. Горішки довгасто-яйцеподібні, гладкі. 2n = 42.

## Використання
Рослини мають деяке використання як трав'яні чаї.

## Види
Рід містить 36 видів: 
1. Monardella angustifolia Elvin, Ertter & Mansfield
2. Monardella arizonica Epling
3. Monardella australis Abrams
4. Monardella beneolens Shevock, Ertter & Jokerst
5. Monardella boydii A.C.Sanders & Elvin
6. Monardella breweri A.Gray
7. Monardella candicans Benth.
8. Monardella douglasii Benth.
9. Monardella eplingii Elvin, A.C.Sanders & J.L.Anderson
10. Monardella eremicola A.C.Sanders & Elvin
11. Monardella exilis (A.Gray) Greene
12. Monardella follettii (Jeps.) Jokerst
13. Monardella hypoleuca A.Gray
14. Monardella lagunensis M.E.Jones
15. Monardella leucocephala A.Gray
16. Monardella linoides A.Gray
17. Monardella macrantha A.Gray
18. Monardella mojavensis Elvin & A.C.Sanders
19. Monardella nana A.Gray
20. Monardella odoratissima Benth.
21. Monardella palmeri A.Gray
22. Monardella pringlei A.Gray
23. Monardella purpurea Howell
24. Monardella robinsonii Epling ex Munz
25. Monardella saxicola I.M.Johnst.
26. Monardella sheltonii Torr. ex Durand
27. Monardella sinuata Elvin & A.C.Sanders
28. Monardella siskiyouensis Hardham
29. Monardella stebbinsii Hardham & Bartel
30. Monardella stoneana Elvin & A.C.Sanders
31. Monardella subserrata Greene
32. Monardella thymifolia Greene
33. Monardella undulata Benth.
34. Monardella venosa (Torr.) A.C.Sanders & Elvin
35. Monardella viminea Greene
36. Monardella viridis Jeps.